# Jorge Bedoya
Jorge Bedoya (1968, Asunción) es un director de cine y TV de Paraguay. En 2013 escribió, dirigió, produjo y compuso la banda sonora original para el largometraje de ficción Luna de Cigarras, tercera película paraguaya
más vista en la historia del cine de Paraguay y séptima película más
vista en 2014 en Paraguay.

## Sobre Jorge Bedoya
Vivió la mayor parte de su vida en Francia y Canadá, donde completó sus estudios en la Universidad Laval de Quebec. Como director de televisión, codirigió el programa Mange ta ville de ARTV Canadá, galardonado con cuatro Premios Gemini al mejor programa cultural entre 2005 y 2009.
Apareció en el documental musical Dig!, ganador del premio del jurado en el Sundance Film Festival de 2004.
Realizó el sonido directo y la postproducción de audio de la película Fare, filmada en Tahití y producida para el Centro para las Artes Yerba Buena de San Francisco, y presentada en la exposición Surf Culture en 2001.
En 2008 dirigió el documental Hiro, filmado en la polinesia francesa. El mismo integró la selección oficial del Festival Internacional du Film Oceanien (FIFO), en Papeete, Tahití, y del Festival de Cine Indígena Terres En Veus; estreno ONF, Montreal, Canadá. Fue ganador del Premio RFO a la mejor realización en el Festival Des Films Des Peuples en Nueva Caledonia (2008).
Dirigió el documental Ahima’a, que integró la selección oficial del Festival Internacional du Film Oceanien FIFO, en Papeete, Tahití, y fue difundido en la Red Mundial de France Televisions en 2011.
Fue director de fotografía del documental Arete Guasu: El tiempo escindido, dirigido por Dea Pompa, presentado en el marco de la exposición Perder la forma humana. Una imagen sísmica de los años 80 en América Latina en el Museo Nacional Centro de Arte Reina Sofía.
Actualmente es consejero electo y representante del sector audiovisual para el Concejo Nacional de Cultura de Paraguay.

## Filmografía
| Año  | Película         | Director | Productor | Guionista | Otros | Notas                                       |
| ---- | ---------------- | -------- | --------- | --------- | ----- | ------------------------------------------- |
| 2008 | Hiro             | Sí       |           |           |       | Premio a Mejor Director en Nueva Caledonia. |
| 2011 | Ahima'a          | Sí       |           |           |       |                                             |
| 2012 | Arete Guasu      |          |           |           | Sí    | Director de Fotografía.                     |
| 2012 | Reinas           |          |           |           | Sí    | Director de Fotografía.                     |
| 2013 | Y al tercer día  |          |           |           | Sí    | Director de Fotografía.                     |
| 2014 | Luna de cigarras | Sí       | Sí        | Sí        | Sí    |                                             |

## Premios
Premio a mejor dirección en Nueva Caledonia .
Premio al mejor director talentoso en el Festival Internacional de Cine de Madrid.